# 박영혜
박영혜(1960년 8월 25일~)은 대한민국의 영화 감독이자 방송인이고 배우 이태성, 성유빈 엄마이다.

## 영화
- 2022년 짜장면...고맙습니다 - 감독

## 텔레비전
- 2022년 반짝반짝 빛나는 오! 인생
- 2016년 미운 우리 새끼

## 가족 사항
- 배우자: 이윤식
  - 아들: 이태성 (1985년 4월 21일 ~) (본명: 이성덕)
  - 아들: 성유빈 (1987년 8월 31일 ~) (본명: 이성익)
  - 손자: 이한승 (2011년 ~)